# Hostvedt
Hostvedt este o localitate din comuna Kongsberg, provincia Buskerud, Norvegia.